# 김인성
김인성(金仁成, 1989년 9월 9일 ~ )은 대한민국의 축구 선수로 포지션은 왼쪽 윙어, 오른쪽 윙어, 오른쪽 측면 미드필더이며 현재 K리그1 포항 스틸러스 소속이다.

## 구단 경력
2008년 대한민국 U-20 축구 국가대표팀, 2010년 대학 대표팀 등에 선발되면서 장래가 촉망받는 유망주로 각광받았지만 성균관대학교를 중퇴하고 신청한 2011 K리그 드래프트에서 프로 팀의 지명을 받지 못하고 내셔널리그 소속의 강릉시청에 입단하였다. 3월 12일 인천 코레일과의 경기에서 성인무대 데뷔전을 가졌다. 4월 30일 천안시청과의 경기에서 자신의 성인 무대 첫 도움을 기록했다. 5월 28일 목포시청과의 경기에서 성인무대 데뷔골을 기록했다.

### CSKA 모스크바
2012년 CSKA 모스크바로 깜짝 이적하여 주목을 받았다. 하지만 리그 1경기, 컵 대회 1경기만을 출전하는 등 별 활약을 보여 주지 못하고 2013년 CSKA 모스크바에서 방출되었다.

### 성남 일화 천마
2013년 1월 K리그 클래식 입단을 목표로 강원 FC에서 입단 테스트를 받았으나 최종 계약에는 실패하였고 이후 이적 시장 막바지에 성남 일화 천마에 입단하였다. 4월 14일 전북 현대 모터스와의 리그 경기에서 성남 입단 후 첫 골을 기록했다.

### 전북 현대 모터스
2014 시즌을 앞두고 팀 동료였던 이승렬과 함께 전북 현대 모터스로 이적했다.

### 인천 유나이티드
2015 시즌을 앞두고 인천 유나이티드로 이적했다. 3월 14일 수원 삼성 블루윙즈와의 경기에서 인천 소속으로 첫 득점을 터뜨렸다. 인천에서 한 시즌 5골 0도움을 기록 후 k리그 베스트 윙어 후보에도 올랐었고, 인천을 FA컵 준우승으로 이끌기도 하였다.

### 울산 현대
2015 시즌이 끝난 후, 울산 현대로 이적하였다. 2017년 2월 28일 울산문수경기장에서 열린 ACL E조 2차전 홈경기에서 브리즈번 로어(호주)를 상대로 멀티골을 터뜨리며 팀의 6-0 대승을 견인하였고, ACL 조별리그 2차전 최우수선수로 선정되었으며, ACL 2라운드 베스트 11에 선정되었다.
시즌에는 36경기에 출전하여 5골 3도움을 기록했으며, 공격력이 약하다고 평가받은 울산에서 많은 공격포인트를 기록했다. 그리고, 9월 27일에 있었던 목포시청 축구단과의 FA컵 4강전 경기에서 결승골을 기록하여 울산을 19년 만에 결승 진출시키는데 성공하였고, 더불어 팀을 34년 만에 FA컵 우승을 이끌어 지난 2015 시즌 중 인천에서 이루지 못한 FA컵 우승의 한을 풀었다.
그 후, 2020 시즌 중 6월 20일에 있었던 서울과의 원정 경기에서 200경기 출전을 달성하였다.
7월 4일에 있었던 인천과의 홈 경기에서 도움 해트트릭을 기록하였는데 이는 시즌 K리그1 첫 번째이자 K리그1 통산 14호로 달성한 기록이다.
그 후, 2020 AFC 챔피언스리그 우승을 이끌어냈다.

### 서울 이랜드 FC
2021 시즌을 앞두고 대전 하나 시티즌 이적이 유력했으나, 막바지에 협상이 결렬되어 울산에 잔류했지만, 더 많은 출전 기회를 잡고자 이적시장 마지막 날(7월 20일)에 울산을 떠나 서울 이랜드로 이적하였다.
2022년 시즌 팀의 주장을 맡게 되었다. 4월 23일에 열린 경남 FC와의 원정 경기에서 골을 넣으며 시즌 첫 골을 기록했다.

### 포항 스틸러스
2023년 1월 3일에 포항 스틸러스로 이적하였다.

## 국가대표팀 경력
2018년 12월 6일에 김승대가 발톱 부위 염증 여파로 파울루 벤투가 이끄는 축구대표팀에서 제외되자 김승대를 대신하여 발탁됨으로써 생애 첫 국가대표에 승선하였다.
2019년 10월 28일에 2019 동아시아축구연맹(EAFF) E-1 챔피언십 국가대표에 발탁되었다.

## 개인사
2017년 5월 25일에는 김도훈 감독과 김용대, 이종호, 김승준, 최규백, 박용우, 정승현 등 울산 현대 선수들과 함께 피파온라인3의 신규모드 3vs3 롤플레이 모드 시연과 직접 게임하는 광고 영상을 촬영하였다.
김인성은 피파20에서 스피드 능력치로 세계 11위에 올라 한국 선수 중 유일하게 톱 20 들어 화제가 됐다.

## 수상 내역

### 구단

#### CSKA 모스크바
- 러시아 컵
  - 우승 : 2012-13

#### 전북 현대 모터스
- K리그1
  - 우승 : 2014

#### 울산 현대
- FA컵
  - 우승 : 2017
- AFC 챔피언스리그
  - 우승: 2020

#### 포항 스틸러스
- 코리아컵
  - 우승 : 2023, 2024

### 개인
- 2024 하나은행 코리아컵 MVP

### 국가대표

#### 대한민국
- EAFF E-1 풋볼 챔피언십
  - 우승 : 2019